# Нагрода
Нагрода (пол. Nagroda) — польский дворянский герб.

## Описание
Щит рассечен. В правой половине в голубом поле золотой кавалерский крест с лавровым венком в середине. В левом красном поле, чёрная голова зубра, между рогами которой серебряная шестиугольная звезда, а под ней серебряный перстень.
Щит увенчан дворянскими шлемом и короной. Нашлемник: пять страусовых перьев с шестиугольной золотой звездой посередине. Намет на щите голубой и красный, подложенный золотом и серебром.

## Герб используют
Йозеф Чекерский, г. Нагрода, доктор медицины, профессор хирургии Варшавского университета с 1817 г., ум. 1827, жалован 27.01.1820 дипломом на потомственное дворянское достоинство Царства Польского.